# Chiesa di San Giovanni Battista (Gubbio)
La chiesa di San Giovanni Battista è un edificio religioso situato a Gubbio, centro abitato dell'Umbria.
La chiesa fu costruita fra il XIII e il XIV secolo, con ogni probabilità sul sito occupato in precedenza dal primitivo Duomo di San Mariano. La chiesa ha una facciata prettamente gotica, mentre il campanile è romanico.
L'interno è costituito da una singola navata con abside quadrata, mentre il tetto è sostenuto da archi in pietra su colonne binate. Molti degli affreschi originari sono andati perduti; rimangono solo alcuni frammenti di una Santa Caterina d'Alessandria e di uno Sposalizio mistico di Santa Caterina.

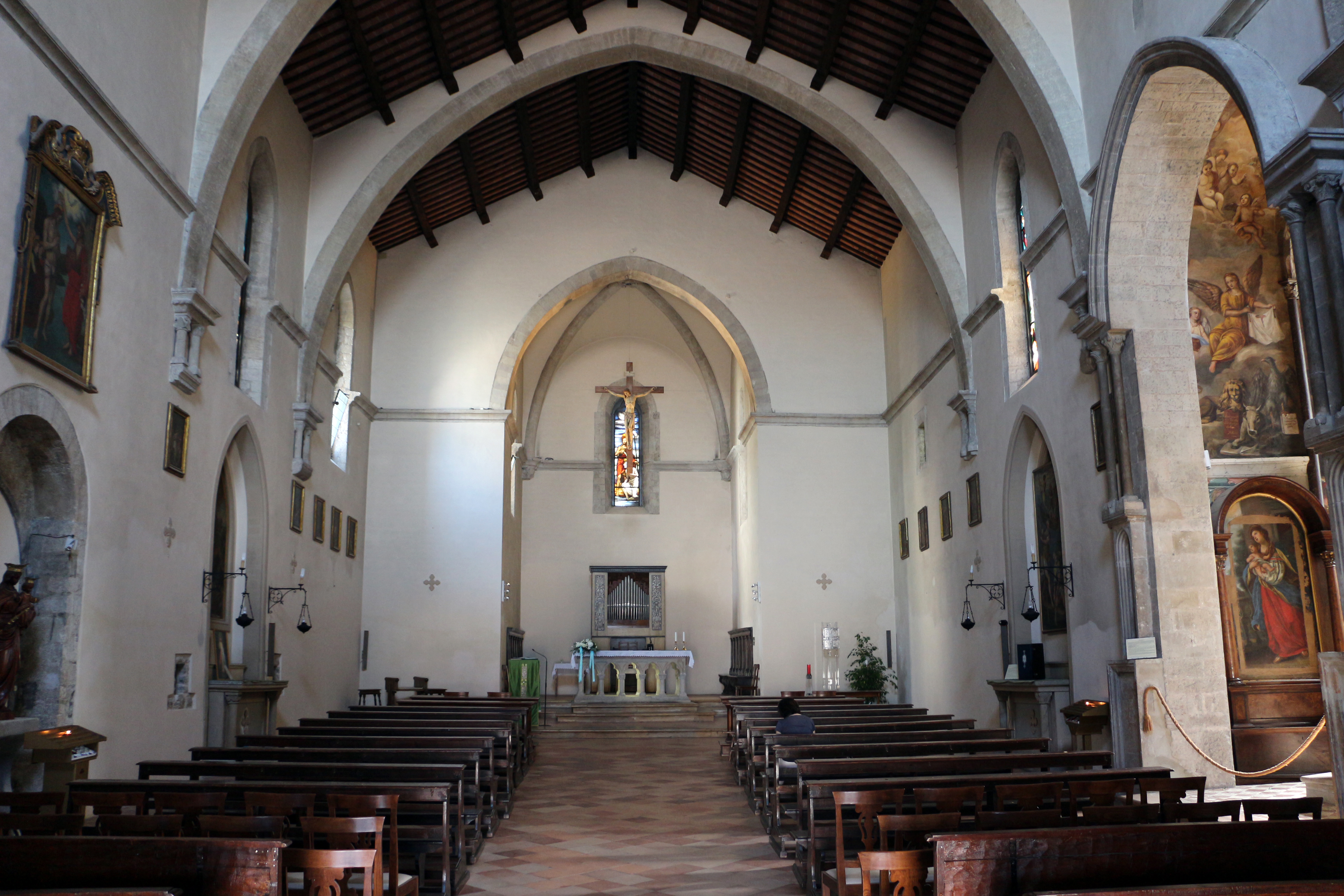
L'interno

## Televisione
Dal 1998 al 2011 all'esterno della chiesa sono state girate numerose scene dello sceneggiato di Don Matteo dalla prima all'ottava stagione.